# Klumpfot

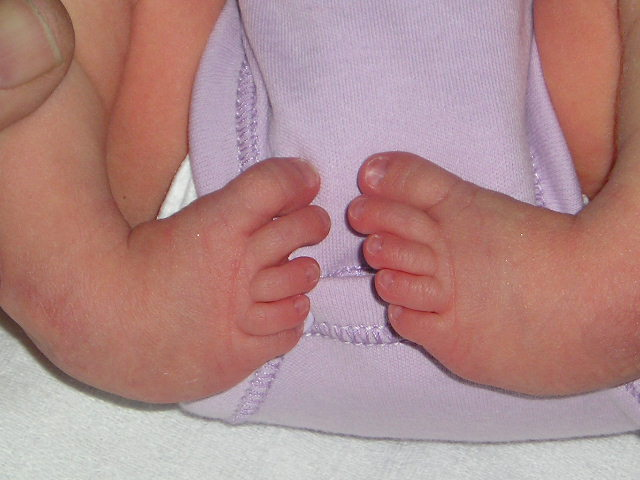
Klubbfot på bägge fötter.

Klumpfot  är en vanligtvis medfödd missbildning av ena eller bägge fötterna. Ungefär ett barn av 1000 föds med denna utvecklingsdefekt. Pojkar drabbas ungefär dubbelt så ofta som flickor. Det latinska namnet är pes equinovarus adductus. Orsaken är okänd och man finner vid undersökning en kombination av felaktiga inställningar av fotens olika ben i relation till varandra.
En variant av klumpfotliknande defekt ses vid olika medfödda förlamningstillstånd i centrala nervsystemet, men då rör det sig om obalans i svag muskulatur, vilket kräver en annan behandling än den medfödda varianten.
Klumpfot kallas också för PEVA som är en förkortning av det latinska namnet pes equinovarus adductus. Förkortningen Peva står i talspråk för 'Fötter' – 'vinklingen nedåt i spetsfot' – 'vinklingen inåt' – och 'vinklingen uppåt
För den medfödda varianten med felställda ben och förkortade senor är den mest erkända behandlingen den s.k. Ponseti-metoden, efter Dr Ignacio Ponseti, som utvecklade metoden under 1950-talet. Behandlingen genomförs med början så tidigt som möjligt, gärna under barnets första levnadsdagar, och går ut på att med handkraft trycka barnets felställda fot mot ett så anatomiskt riktigt läge som möjligt (redressering) och sedan fixera läget med gips. Med 5-7 dagars intervall upprepas behandlingen och vanligtvis uppnås normalställning i foten efter cirka sex veckor. Oftast krävs att hälsenan förlängs, vilket utförs med ett enkelt hälsenesnitt under behandlingens sista veckor. Då gipsningarna avslutats får barnet en plastskena, en så kallad ortos, som håller foten i läge. Denna används dygnet runt fram tills barnet börjar gå själv. Sedan barnet lärt sig gå används ortosen endast nattetid upp till ca fyra års ålder, men upp till sju års ålder är inte onormalt.
Vid svårare fall kan krävas ytterligare kirurgiska åtgärder, såsom senförflyttningar, senförlängningar och delning av ledkapslar för att uppnå normalt läge i fotleden. Dessa operationer utförs vid cirka sex månaders ålder.
Även då gips- och ortosbehandlingarna avslutats måste föräldrarna vara extra uppmärksamma och noggranna på även små återfall i felaktig fothållning. Barnet följs upp med besök hos läkare eller sjukgymnast flera gånger årligen fram till sjuårsåldern.
Prognosen är god, de allra flesta barn med klumpfot utvecklas normalt efter behandlingen: de går, springer och hoppar som sina kamrater och har inte ont. Hos många blir dock den drabbade foten lite mindre, vilket kan innebära att de behöver skor med olika storlek. Vadmuskulaturen på den drabbade sidan kan också vara dåligt utvecklad.